# Звевегем
Звевегем  (нидерл. Zwevegem) — муниципалитет в Бельгии, в провинции Западная Фландрия. Коммуна насчитывает 24 814 жителей на площади 63,26 км². Звевегем включает в себя населенные пункты Heestert, Moen, Otegem и Sint-Denijs.
В Звевегеме была основана компания Бекарт в 1880 году.

## Достопримечательности
На территории Звевегема находятся три ветряных мельницы, являющиеся охраняемыми памятниками: Stenen Molen, Mortiers Molen и Molen ter Claere. Stenen Molen была построена в 1798 году и перешла во владения коммуны в 1974 году. Мукомольная мельница была отреставрирована, жёрнов был при этом убран. Mortiers Molen была построена в конце XVIII века. После Первой мировой войны мельница оказалась в плачевном состоянии и была отреставрирована Леоном Бекартом, основателем компании Bekaert. В 1960 году мельница полностью вышла из строя и подверглась реставрациям в 1993—1994 и 2000 годах. Molen ter Claere была построена в 1923 году на месте взорванной в годы Первой мировой войны мельницы XV века. После пожара в 1950 году мельница была заново восстановлена.

## Галерея

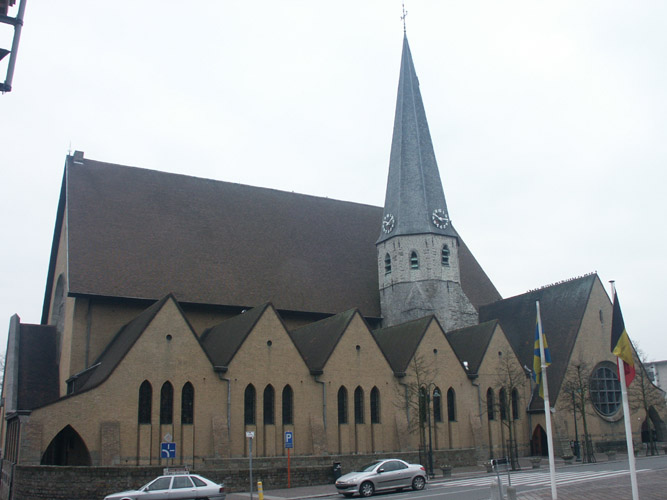
Церковь Св. Аманда
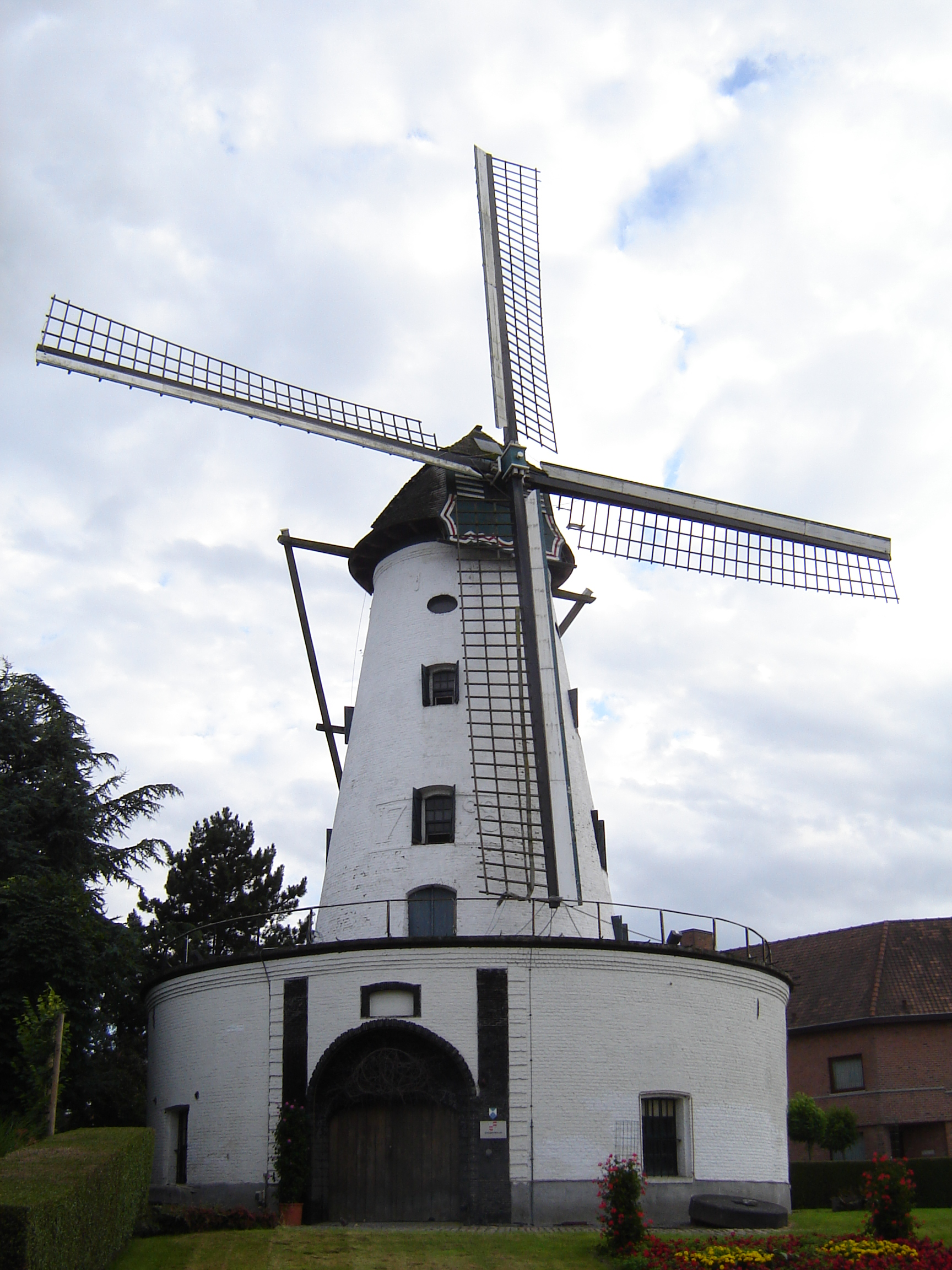
De Stenen Molen
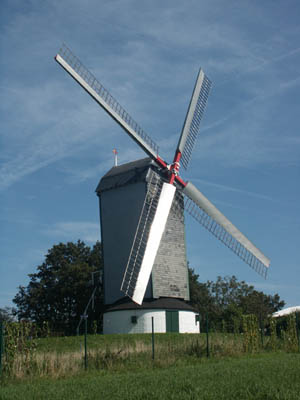
Mortiers Molen
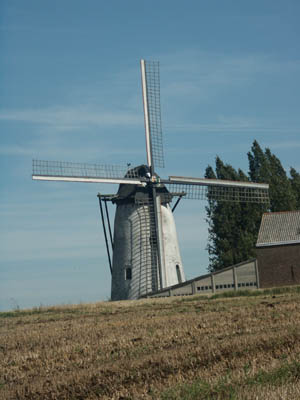
Molen ter Claere